# Paramontia
Paramontia is een geslacht van hooiwagens uit de familie Triaenonychidae.
De wetenschappelijke naam Paramontia is voor het eerst geldig gepubliceerd door Lawrence in 1934.

## Soorten
Paramontia omvat de volgende 2 soorten:
- Paramontia infinita
- Paramontia lisposoma